# Kōji Itō
Kōji Itō (jap. 伊東浩司 Itō Kōji; ur. 29 stycznia 1970 w Kobe) – japoński lekkoatleta, sprinter.
Ito sześciokrotnie bił rekordy Azji na 100 i 200 metrów (po 3 razy na obu dystansach). Zdobył 4 złote medale Mistrzostw Azji w Lekkoatletyce oraz 3 złota podczas Igrzysk Azjatyckich. Odniósł również wiele sukcesów na światowych imprezach:
- 5. miejsce podczas Letnich Igrzysk Olimpijskich (sztafeta 4 x 400 m Atlanta 1996) wynik japońskiej sztafety z finału (3:00,76) jest aktualnym rekordem Azji
- 4. miejsce na Pucharze Świata w Lekkoatletyce (bieg na 200 m Johannesburg 1998)
- 5. miejsce podczas Halowych Mistrzostw Świata w Lekkoatletyce (bieg na 200 m Maebashi 1999)
- 6. miejsce na Letnich Igrzyskach Olimpijskich (sztafeta 4 x 100 m Sydney 2000)

## Rekordy życiowe
- bieg na 100 metrów – 10,00 (1998) do 2017 rekord Japonii
- bieg na 200 metrów – 20,16 (1998)
- bieg na 400 metrów – 46,11 (1996)
- bieg na 60 metrów (hala) – 6,62 (1999)
- bieg na 200 metrów (hala) – 20,63 (1999) aktualny rekord Azji